# Protialmenus kooronya
Protialmenus kooronya är en fjärilsart som beskrevs av Edwards 1957. Protialmenus kooronya ingår i släktet Protialmenus och familjen juvelvingar. Inga underarter finns listade i Catalogue of Life.